# UCI Asia Tour 2021
Navigation
Édition précédente Édition suivante
L'UCI Asia Tour 2021 est la 17e édition de l'UCI Asia Tour, l'un des cinq circuits continentaux de cyclisme de l'Union cycliste internationale. Il se déroule du 28 mai 2021 au 10 octobre 2021 en Asie.

## Équipes
Les équipes qui peuvent participer aux différentes courses dépendent de la catégorie de l'épreuve. Par exemple, les UCI WorldTeams ne peuvent participer qu'aux courses .1 et leur nombre par épreuves est limité.
| Catégorie | Catégorie               | Équipes                                                                                 |
| --------- | ----------------------- | --------------------------------------------------------------------------------------- |
| .1        | 1.1 (Course d'un jour)  | * UCI WorldTeam (max 50 %) * UCI ProTeam * Équipe continentale * Sélection nationale    |
| .1        | 2.1 (Course par étapes) | * UCI WorldTeam (max 50 %) * UCI ProTeam * Équipe continentale * Sélection nationale    |
| .2        | 1.2 (Course d'un jour)  | * UCI ProTeam * Équipe continentale * Sélection nationale * Équipe régionale et de club |
| .2        | 2.2 (Course par étapes) | * UCI ProTeam * Équipe continentale * Sélection nationale * Équipe régionale et de club |

## Calendrier des épreuves

### Mai
| Date  | Course        | Pays  | Classe | Vainqueur       | Équipe                       |
| ----- | ------------- | ----- | ------ | --------------- | ---------------------------- |
| 28-30 | Tour du Japon | Japon | 2.2    | Nariyuki Masuda | Yowamushi Pedal Cycling Team |

### Juillet
| Date  | Course              | Pays  | Classe | Vainqueur     | Équipe                       |
| ----- | ------------------- | ----- | ------ | ------------- | ---------------------------- |
| 11-18 | Tour du lac Qinghai | Chine | 2.2    | Zhishan Zhang | Tianyoude Hotel Cycling Team |

### Octobre
| Date | Course             | Pays  | Classe | Vainqueur         | Équipe          |
| ---- | ------------------ | ----- | ------ | ----------------- | --------------- |
| 10   | Oita Urban Classic | Japon | 1.2    | Francisco Mancebo | Matrix Powertag |

## Classements
- Note: classements définitifs au 31 octobre[3],[4]

### Classement individuel
Il est composé de tous les coureurs du continent qui ont marqué des points au classement mondial UCI 2021. Ils peuvent appartenir à la fois à des équipes amateurs, à des équipes professionnelles, y compris les UCI WorldTeams.
| #  | Coureur                 | Équipe                  | Pts.  |
| -- | ----------------------- | ----------------------- | ----- |
| 1  | Alexey Lutsenko         | Astana-Premier Tech     | 1230  |
| 2  | Nariyuki Masuda         | Utsunomiya Blitzen      | 174   |
| 3  | Jambaljamts Sainbayar   | Terengganu Cycling Team | 158   |
| 4  | Masaki Yamamoto         | Kinan Cycling Team      | 136   |
| 5  | Yevgeniy Fedorov*       | Astana-Premier Tech     | 123   |
| 6  | Vadim Pronskiy          | Astana-Premier Tech     | 106   |
| 7  | Keigo Kusaba            | Aisan Racing Team       | 100   |
| 8  | Yevgeniy Gidich         | Astana-Premier Tech     | 90    |
| 9  | Hideto Nakane           | EF Education-Nippo      | 83    |
| 10 | Saeid Safarzadeh        |                         | 80    |
| 10 | Artyom Zakharov         | Astana-Premier Tech     | 80    |
| 12 | Yuriy Natarov           | Astana-Premier Tech     | 76.71 |
| 13 | Muradjan Khalmuratov    | Sweet Nice Continental  | 75    |
| 13 | Yousif Mirza            | UAE Team Emirates       | 75    |
| 15 | Yuma Koishi             | Team Ukyo Sagamihara    | 70    |
| 16 | Muhammad Abdurrahman    |                         | 65    |
| 16 | Jihad Alahmad           |                         | 65    |
| 16 | Mostafa Alrabie         |                         | 65    |
| 16 | Abdullah Aljaaidi       |                         | 65    |
| 16 | Enkhtaivan Bolor-Erdene |                         | 65    |

* : Coureur de moins de 23 ans

### Classement par équipes
Il est calculé avec la somme des points obtenus par les 8 meilleurs coureurs de chaque équipe (hors WorldTeams) au classement individuel. Le classement inclut uniquement les équipes qui sont enregistrées sur le continent.
| #  | Équipe                            | Pts.   |
| -- | --------------------------------- | ------ |
| 1  | Terengganu Cycling Team           | 856.67 |
| 2  | Vino-Astana Motors                | 232    |
| 3  | Kuwait Pro Cycling Team           | 230.33 |
| 4  | Utsunomiya Blitzen                | 185    |
| 5  | Kinan Cycling Team                | 177    |
| 6  | Thailand Continental Cycling Team | 165    |
| 7  | Aisan Racing Team                 | 133    |
| 8  | Tianyoude Hotel Cycling Team      | 121    |
| 9  | Team Sapura Cycling               | 110    |
| 10 | Matrix-Powertag                   | 87     |

| #  | Pays            | Pts.    |
| -- | --------------- | ------- |
| 1  | Kazakhstan      | 1818.71 |
| 2  | Japon           | 698     |
| 3  | Mongolie        | 368     |
| 4  | Oman            | 239     |
| 5  | Thaïlande       | 233     |
| 6  | Ouzbékistan     | 226     |
| 7  | Indonésie       | 213     |
| 8  | Arabie saoudite | 210     |
| 9  | Iran            | 193     |
| 10 | Qatar           | 191     |

| #    | Pays            | Pts. |
| ---- | --------------- | ---- |
| 1    | Kazakhstan      | 307  |
| 2    | Oman            | 189  |
| 3    | Japon           | 178  |
| 4    | Ouzbékistan     | 125  |
| 5    | Thaïlande       | 94   |
| 6    | Arabie saoudite | 81   |
| \| 7 | Indonésie       | 58   |
| \| 7 | Mongolie        | 58   |
| \| 7 | Singapour       | 58   |
| 10   | Chine           | 46   |